# Nivellia extensa
Nivellia extensa là một loài bọ cánh cứng trong họ Cerambycidae.